# الألعاب الأولمبية الصيفية 2032
دورة الألعاب الأولمبية الصيفية 2032، المعروفة رسمياً باسم دورة الألعاب الأوليمبية الخامسة والثلاثون، هو حدث الرياضي دولي تنظمها اللجنة الأولمبية الدولية.
في يوليو 2021، مدينة بريزبان الأسترالية لاستضافته.